# Privilegium Maius

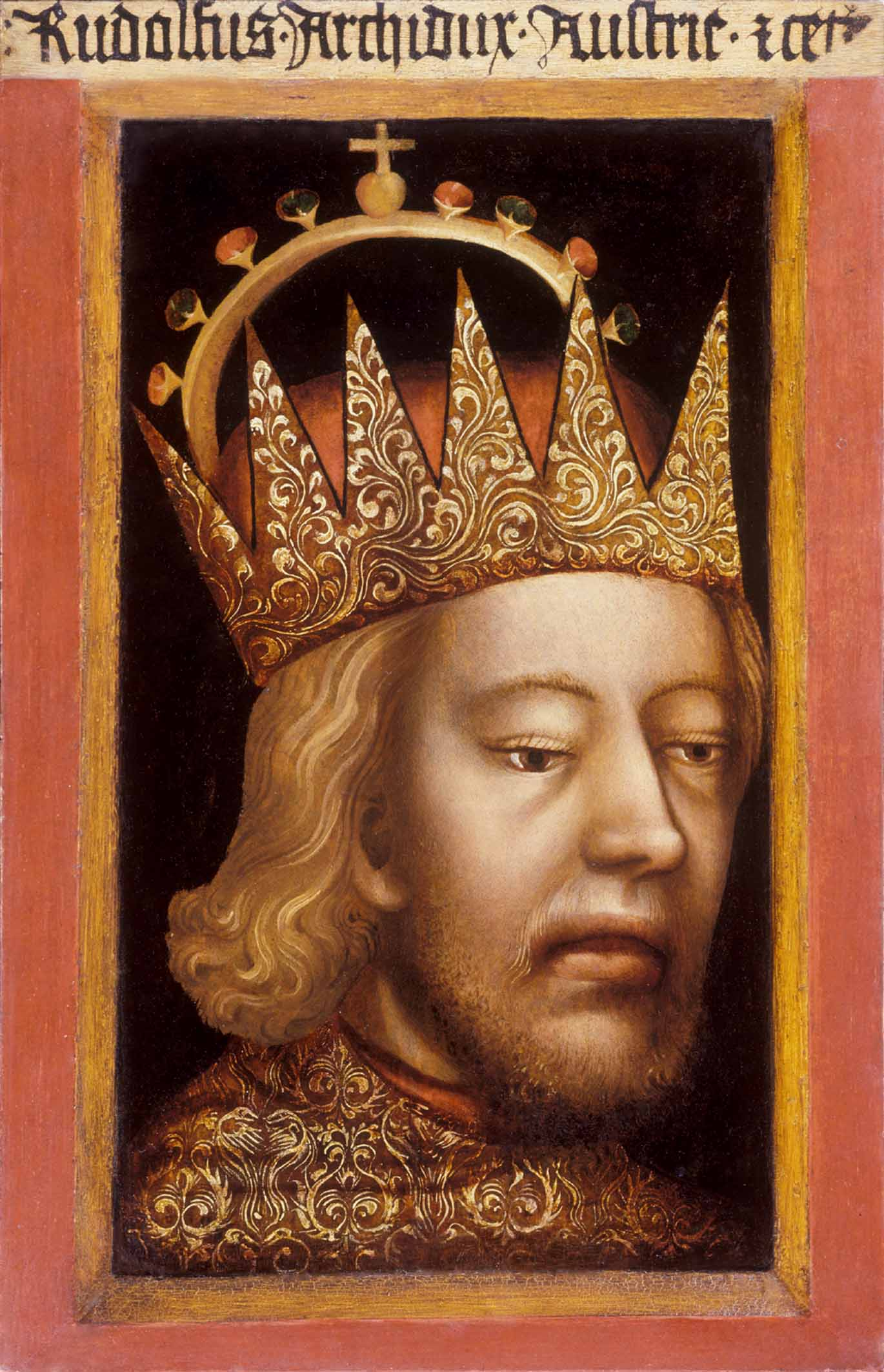
Rudolf IV – Rudolfus Archidux Austriae – với mũ Đại công tước, vẽ khoảng 1365

Privilegium maius (tiếng Đức: Großer Freiheitsbrief 'quyền lợi lớn hơn') là một bộ tài liệu thời trung cổ được làm giả vào năm 1358 hoặc 1359 theo lệnh của Công tước Rudolf IV của Áo (1358–65) thuộc Nhà Habsburg. Về cơ bản, đây là phiên bản sửa đổi của Privilegium minus do Hoàng đế Friedrich Barbarossa ban hành vào năm 1156, đã nâng cấp Phiên bá quốc Áo thành một công quốc. Tương tự như vậy, Privilegium maius đã nâng cấp công quốc này thành Đại công quốc Áo.
Các đặc quyền được mô tả trong các tài liệu có ảnh hưởng lớn đến bối cảnh chính trị của Áo và tạo ra mối liên hệ độc đáo giữa Nhà Habsburg và Áo.
Thông qua văn bản giả mạo có tên, Rudolf IV của Áo đã tự phong cho mình là Đại công tước để đưa Nhà Habsburg ngang hàng với các Tuyển đế hầu của Đế chế, vì Hoàng đế Karl IV của Thánh chế La Mã đã không trao cho người Nhà Habsburg phẩm giá tuyển đế hầu trong Sắc lệnh Vàng năm 1356. Tuy nhiên, Hoàng đế Karl IV đã từ chối công nhận danh hiệu Đại công tước, cũng như những người kế vị trực tiếp của ông. Công tước Ernst Ý chí Sắt và con cháu của ông đã đơn phương nhận danh hiệu "đại công tước". Danh hiệu đó chỉ được Hoàng đế Friedrich III của Thánh chế La Mã (người Nhà Habsburg), chính thức công nhận vào năm 1453. Bản thân Friedrich chỉ sử dụng danh hiệu "Công tước Áo", không bao giờ sử dụng Đại công tước, cho đến khi ông qua đời vào năm 1493.
Đại công tước ban đầu được trao cho những người cai trị một vùng lãnh thổ Habsburg, tức là chỉ dành cho nam giới và vợ của họ. Tuy cai trị nhưng không được cha truyền con nối lãnh thổ, vì chúng thuộc về vương miện Áo. Từ thế kỷ XVI trở đi, thành viên nữ của Nhà Habsburg cũng được nhận tước phong Đại công tước.